# Hulsoor, Basavakalyan
Hulsoor là một làng thuộc tehsil Basavakalyan, huyện Bidar, bang Karnataka, Ấn Độ.